# Clau Ford

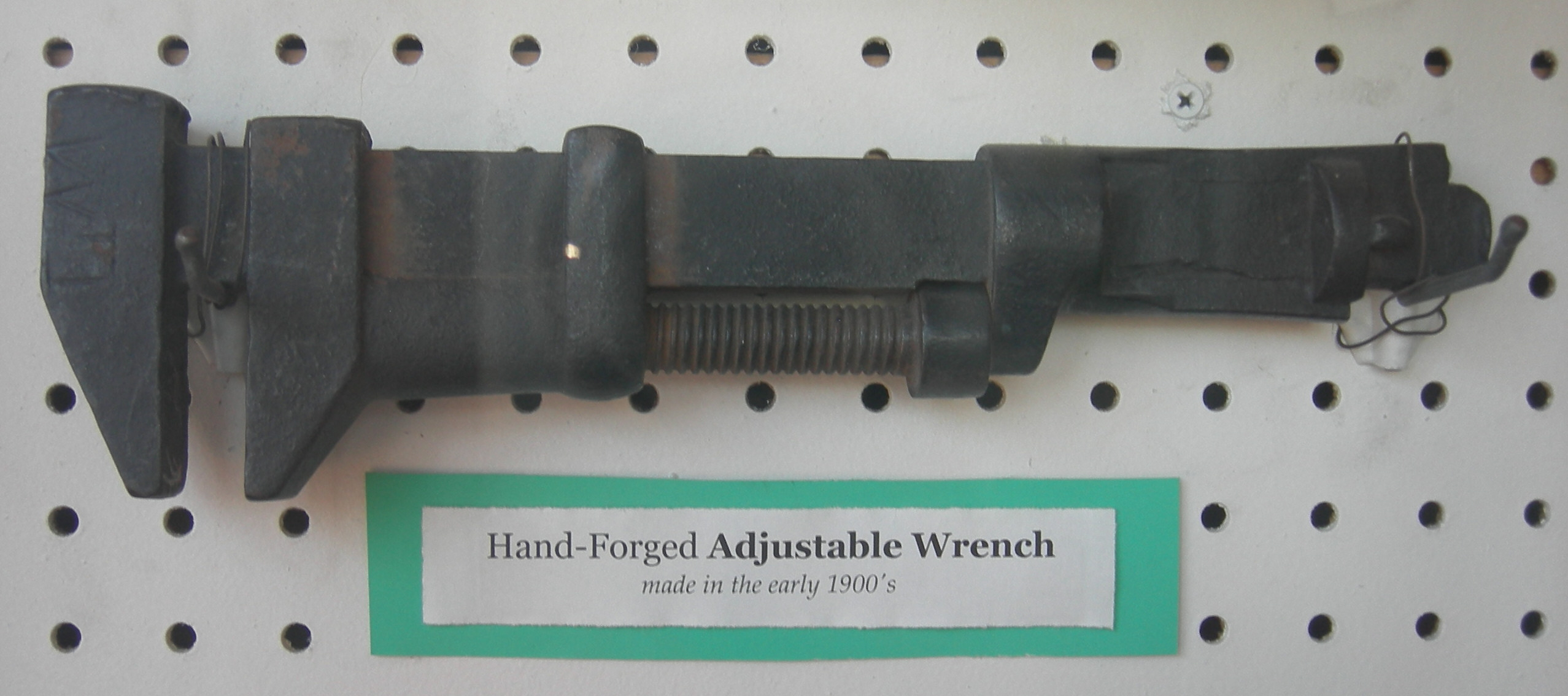
Una clau Ford forjada a mà de principis del.

La clau monkey o clau Ford, també coneguda en català com a clau de vis, és un tipus de clau ajustable, una millora estatunidenca del segle xix de les claus angleses del segle xviii. Es va utilitzar àmpliament en el segle xix i a principis del segle xx i avui dia és la més utilitzada en lampisteria. Té interès com antiguitat entre els col·leccionistes d'eines i encara s'utilitza ocasionalment en tasques de manteniment i reparació quan resulta convenient, atès que sinó s'ajusten ben bé a les arestes sisavades, poden relliscar.
El terme «clau de vis» també s'utilitza de vegades de forma imprecisa, normalment per persones que no són professionals, per referir-se a la clau Stillson (pel fet que les seves formes són molt similars). Tot i així, una clau de mordasses llises no es pot emprar per fer girar tubs roscats. L'expressió estatunidenca «to throw a monkey wrench into...» vol dir sabotejar alguna cosa.

## Origen dels noms

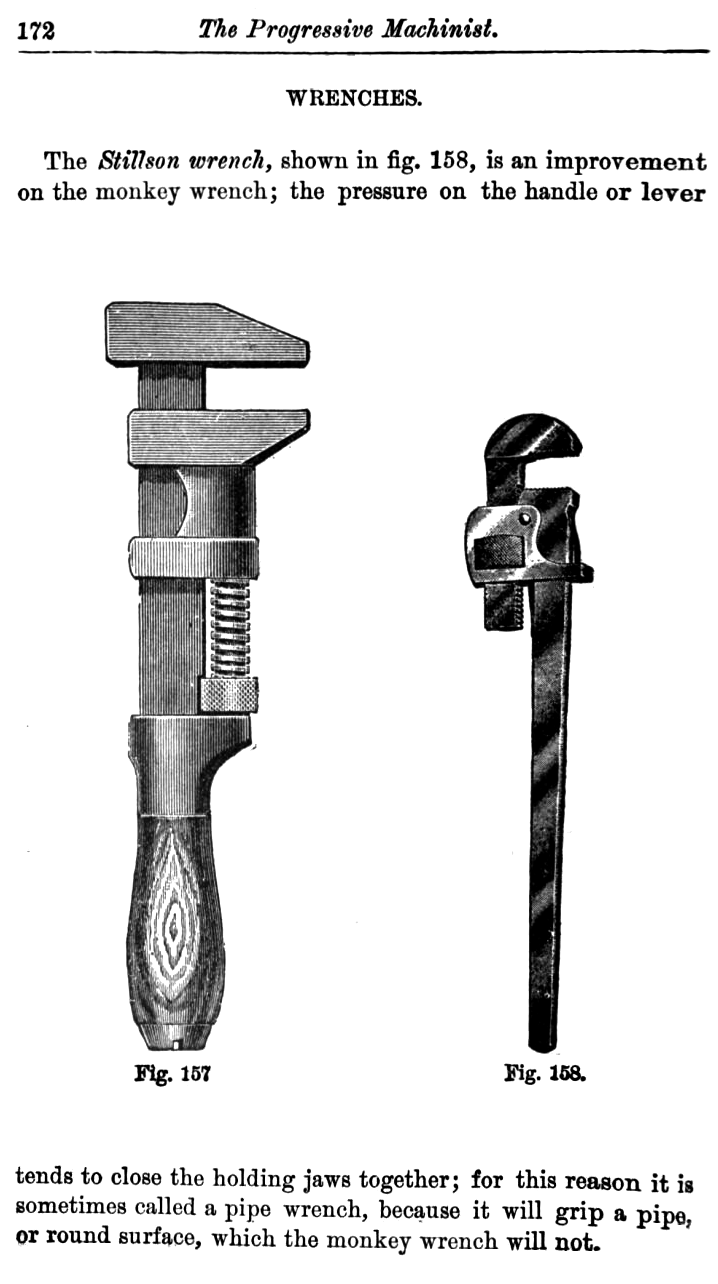
"Monkey-wrench" (esquerra) comparada amb una clau Stillson (dreta)

Aquest tipus de clau s'incloïa en el conjunt d'eines subministrat amb tots els automòbils Ford Model A. És per això que, de vegades, se l'anomena clau Ford, tot i que no la va inventar Henry Ford.
D'altra banda, el nom anglès complet per la clau monkey és monkey wrench, literalment: clau de mico. El World English Dictionary ofereix una definició, pertanyent al vocabulari nàutic, de la paraula anglesa monkey (mico), on descriu aquesta accepció del terme com «una petita estructura lleugera o una peça d'equip ideada per adaptar-se a un propòsit immediat: a monkey foresail; a monkey bridge, (literalment: una vela de mico; un pont de mico)».

## Història
A finals del segle xviii i principis del segle xix, es van fabricar a Anglaterra i es van exportar a Amèrica del Nord claus ajustables per a les femelles de dimensions no estàndards de les rodes dels vagons de tren Es fixaven lliscant una falca, o posteriorment girant el mànec, que feia girar un cargol, el qual estrenyia o eixamplava les mordasses. El 1840, el fabricant de ganivets de Worcester, Massachusetts, Loring Coes, va inventar un disseny de clau ajustable, amb cargol, en el qual l'amplada de la mordassa es fixava amb un anell giratori, fixat sota la mordassa inferior, lliscant per sobre del mànec. Aquest disseny es va patentar el 1841 i les noves claus es van anunciar i vendre als Estats Units com a claus monkey, un terme que ja s'utilitzava per a les claus de vagó angleses.
Durant els següents 87 anys, les societats, els llicenciataris i les empreses de la família Coes van fabricar una gamma molt àmplia i popular de claus monkey, i van presentar diverses patents de claus al llarg del segle xix. Algunes claus de la marca Coes es podien comprar amb nanses de fusta. El 1888, l'empresa de claus Coes Wrench Co. es va fusionar a l'empresa de fulles i ganivets L. Coes & Co. Es tractava de dos negocis familiars que havien fet camí com una única empresa, però que es van acabar separant el 1869. Després de la fusió, però, la companyia va continuar utilitzant tots dos noms. El 1909, la Coes Wrench Company va anunciar una clau de 6 peus de llarg, amb la forma d'una clau monkey, per utilitzar-la als ferrocarrils. Els dissenys de claus Coes van ser adquirits pel fabricant d'eines Bemis&Call de Springfield, Massachusetts, el 1928. Després de 1939, les empreses successores van fabricar algun tipus de claus monkey amb dissenys de Coes fins a mitjans dels anys seixanta, donant per acabada una producció de més de 120 anys.
Les claus monkey s'han continuat fabricant i s'utilitzen per a algunes tasques pesades, però, per altra banda, han estat substituïdes, majoritàriament, per la clau anglesa ajustable, que és molt més lleugera i té un cap més petit, la qual cosa li permet encaixar més fàcilment en espais reduïts.

## Falses etimologies

### El mite de Charles Moncky
La següent història es pot trobar en diverses publicacions de finals del segle xix i principis del segle xx:
Aquesta pràctica eina, la clau monkey, no es diu així perquè sigui pràctica per fer el mico, ni per cap altra raó similar. Monkey no és ni tan sols el seu nom. Charles Moncky, el seu inventor, va vendre la seva patent per 5.000 dòlars, i va invertir els diners en una casa a Williamsburg, al comtat de Kings, on ara viu.
Encara que aquesta història va ser refutada per investigacions històriques i de patents a la fi del segle xix, sembla haver-se inspirat en una persona real. Un tal Charles Monk (no Moncky) va viure al barri de Williamsburg, a Brooklyn, en la dècada de 1880, on fabricava i venia eines per emmotlladors, no per mecànics, com la clau monkey. Tot i això, no va poder inventar ni donar nom a la clau anglesa perquè va néixer després que el terme aparegués imprès.

### Engany sobre l'insult racista
Un rumor persistent a les xarxes socials afirma que el boxador Jack Johnson va inventar la clau monkey mentre era a la presó i que la clau va ser batejada monkey per una qüestió racista, com un insult. Tanmateix, la primera patent d'una clau monkey es va concedir abans que naixés Johnson. Tot i això, el 1922, Johnson va patentar una millora de la clau (patent estatunidenca núm. 1.413.121), però aquest fet es va produir molts anys després d'haver estat batejada com a clau monkey.